# وزير المالية

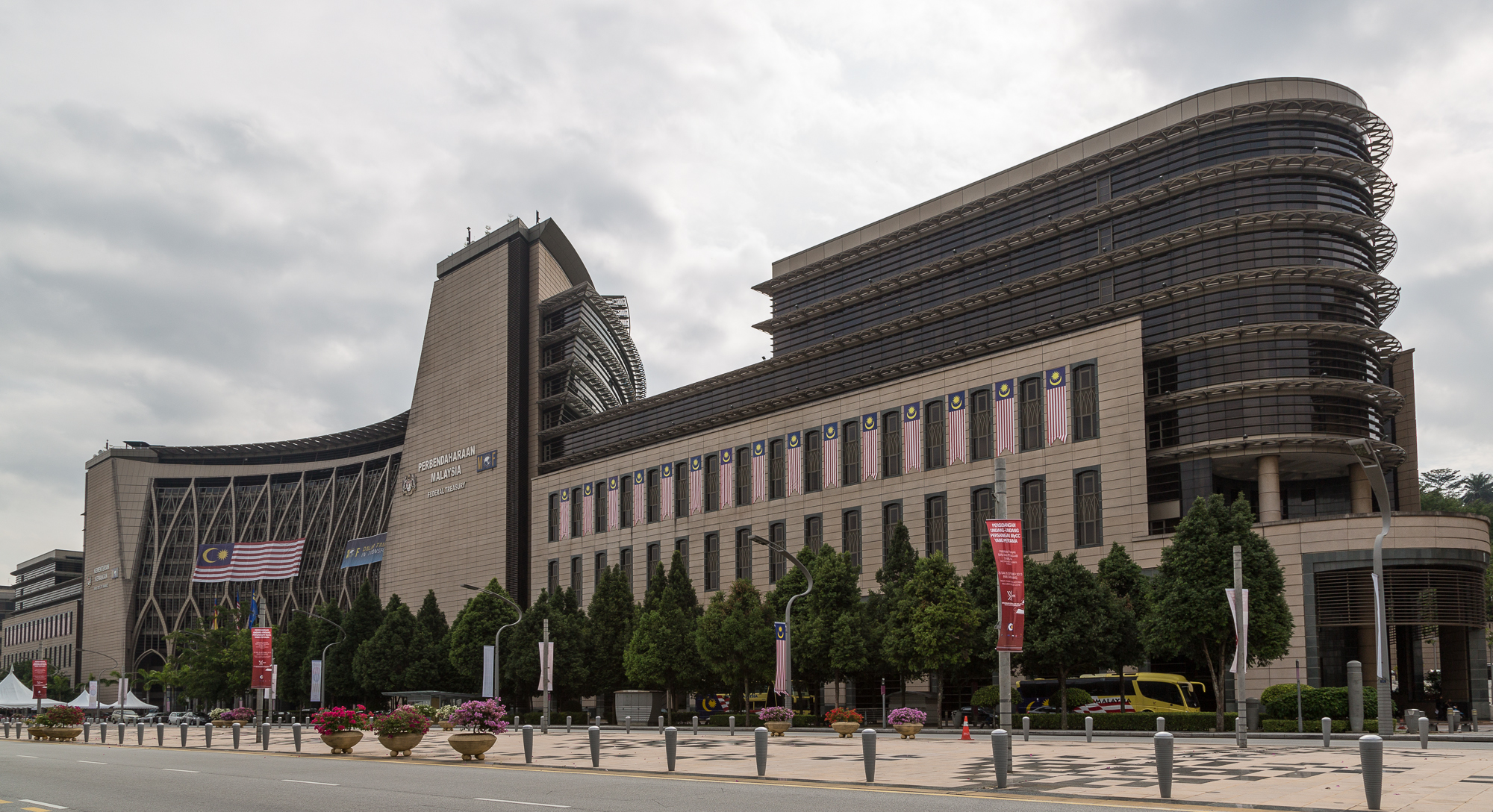

وزير المالية هو منصب من المناصب في الحكومة وهو في أغلب الأحوال يكون مسئولاً عن ميزانية الدولة والمساعدة على الحفاظ على استقرار الوضع المالي للدولة. في بعض الدول يكون هذا المنصب من أهم المناصب في الدولة فهو يكون مسئولاً عن بعض الأمور والمصالح الحكومية المؤثرة. من أهم المصالح التابعة لوزارة المالية المصرية على سبيل المثال مصلحة الضرائب و‌مصلحة الجمارك.